# Euricania concinna
Euricania concinna är en insektsart som först beskrevs av Stsl 1863.  Euricania concinna ingår i släktet Euricania och familjen Ricaniidae. Inga underarter finns listade i Catalogue of Life.